# Chrysopa filosa
Chrysopa filosa är en insektsart som först beskrevs av Fabricius 1787.  Chrysopa filosa ingår i släktet Chrysopa och familjen guldögonsländor. Inga underarter finns listade i Catalogue of Life.